# Négo Ekofo
Négo Ekofo, né le 17 mai 1997 en France, est un footballeur français qui joue au poste d'arrière droit.

## Biographie

### US Ivry (2015-2017)
Formé au sein du club, la carrière du joueur débute à l'US Ivry, en Île-de-France.

### US Avranche (2017-2019)
En 2017, il s'engage avec l'US Avranches, alors en National.

### MDA Chasselay (2019)
Jouant peu avec Avranches, le joueur s'engage au MDA Chasselay jusqu'à la fin de la saison.

### AS Poissy (2019-2021)
Après un court passage dans la banlieue lyonnaise, il s'engage avec l'AS Poissy, club de National 2.

### Blois Football 41 (2021-2022)
Après deux saisons au sein de l'AS Poissy, il signe un contrat avec le Blois Football 41,.

### FC Swift Hesperange (depuis 2022)
En 2022, le joueur quitte son pays natal pour rejoindre le Luxembourg au sein du FC Swift Hesperange, club de BGL Ligue.
Dès sa première saison au club, il remporte le championnat de BGL Ligue.

## Palmarès
| FC Swift Hesperange (1) :                                                                     |
| --------------------------------------------------------------------------------------------- |
| - BGL Ligue - Champion : 2023 - Vice-champion : 2024 - Coupe du Luxembourg - Finaliste : 2024 |